# Aleksandr Dejneka
Aleksandr Aleksandrowicz Dejneka (ros. Александр Александрович Дейнека; ur. 8 maja?/20 maja 1899 w Kursku, zm. 12 czerwca 1969 w Moskwie) – rosyjski malarz, rzeźbiarz i grafik. Ludowy Artysta ZSRR.

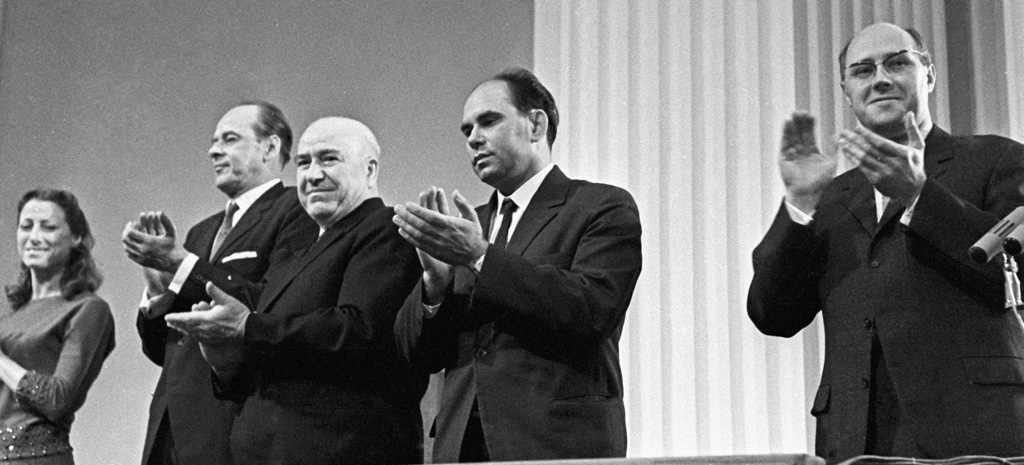
Aleksandr Dejneka trzeci od lewej strony

## Biografia
Aleksandr Dejneka urodził się w Kursku w 1899 roku, w rodzinie kolejarza. W roku 1916 rozpoczął studia na Akademii Sztuk Pięknych w Charkowie. W swoich notatkach z tamtych lat Dejneka wspomina, jak musiał opuścić Kursk i przeprowadzić się do Charkowa.  Wspomina też o ojcu, który nie był zadowolony z wyboru syna i nie pomagał mu finansowo. W 1917 roku w liście do rodziców Dejneka zwraca się z prośbą o przesłanie mu niedużej kwoty na kupno rękawiczek, ponieważ „jego rękawiczki zostały skradzione na uczelni, przez co ma zmarznięte i spuchnięte dłonie”. 
Młodość artysty, podobnie jak wielu jego współczesnych, wiązała się z rewolucyjnymi wydarzeniami. Po roku 1917 Dejneka najpierw uczył rysunku w gimnazjum żeńskim, później dekorował agitacyjne pociągi, pracował w Kurskim Teatrze Dramatycznym. W latach 1919–1920 w szeregach Armii Czerwonej tworzył propagandowe Okna RosTA. W roku 1920 Dejneka odbył swój pierwszy w życiu lot samolotem Farman o drewnianej konstrukcji. Po latach Dejneka przyznał, że lot ten zrobił na niego ogromne wrażenie i miał poważny wpływ na jego twórczość.
Z wojska został wysłany na studia do moskiewskiego Wchutiemas. Studiował na wydziale drukarskim, gdzie jego nauczycielami byli Władimir Faworski i I.I. Niwinski (1920–1925). Lata praktyk i komunikacji z Faworskim, a także spotkania z Władimirem Majakowskim nabrały wielkiego znaczenia w twórczym rozwoju artysty.
W roku 1928 namalował monumentalny obraz „Obrona Piotrogrodu”, który wzbudził zainteresowanie krytyki za względu na podobieństwo do dzieła Ferdinanda Hodlera Auszug der Jenenser Studenten in den Freiheitskrieg 1813 („Wymarsz studentów z Jeny na wojnę wyzwoleńczą 1813”). Stworzył wyrazisty, plakatowy styl malarstwa. W latach trzydziestych projektował mozaikowe plafony dla stacji „Majakowskaja” moskiewskiego metra i 1960–1961 dla kremlowskiego Pałacu Zjazdów.
Na paryskiej Wystawie Światowej 1937 nagrodzony złotym medalem. 10 czerwca 1969 otrzymał tytuł Bohatera Pracy Socjalistycznej i Order Lenina; był również odznaczony Orderem Czerwonego Sztandaru Pracy. Pochowany na Cmentarzu Nowodziewiczym w Moskwie.